# OSAM
In informatica OSAM (acronimo di Overflow Sequential Access Method, lett. "metodo di accesso sequenziale in overflow") è uno schema di immagazzinamento di dati che IBM utilizzò inizialmente per il proprio sistema IMS, affiancandolo e spesso in alternativa al VSAM, con il quale condivide il progenitore, il metodo ISAM.
Questo metodo di accesso è particolarmente efficace sul piano dei benefici computazionali negli accessi sequenziali per database IMS (OSAM Sequential Buffering), rispetto agli altri metodi di accesso sequenziale su basi dati di tipo gerarchico.
In breve consente un'ottimizzazione efficiente delle API di gestione del canale I/O, rispetto a pattern di accesso ai dati per IMS.